# Cervignano del Friuli
Cervignano del Friuli – miejscowość i gmina we Włoszech, w regionie Friuli-Wenecja Julijska, w prowincji Udine.
Według danych na rok 2004 gminę zamieszkiwały 12 392 osoby, 442,6 os./km².